# Schwarzenauer Brüder

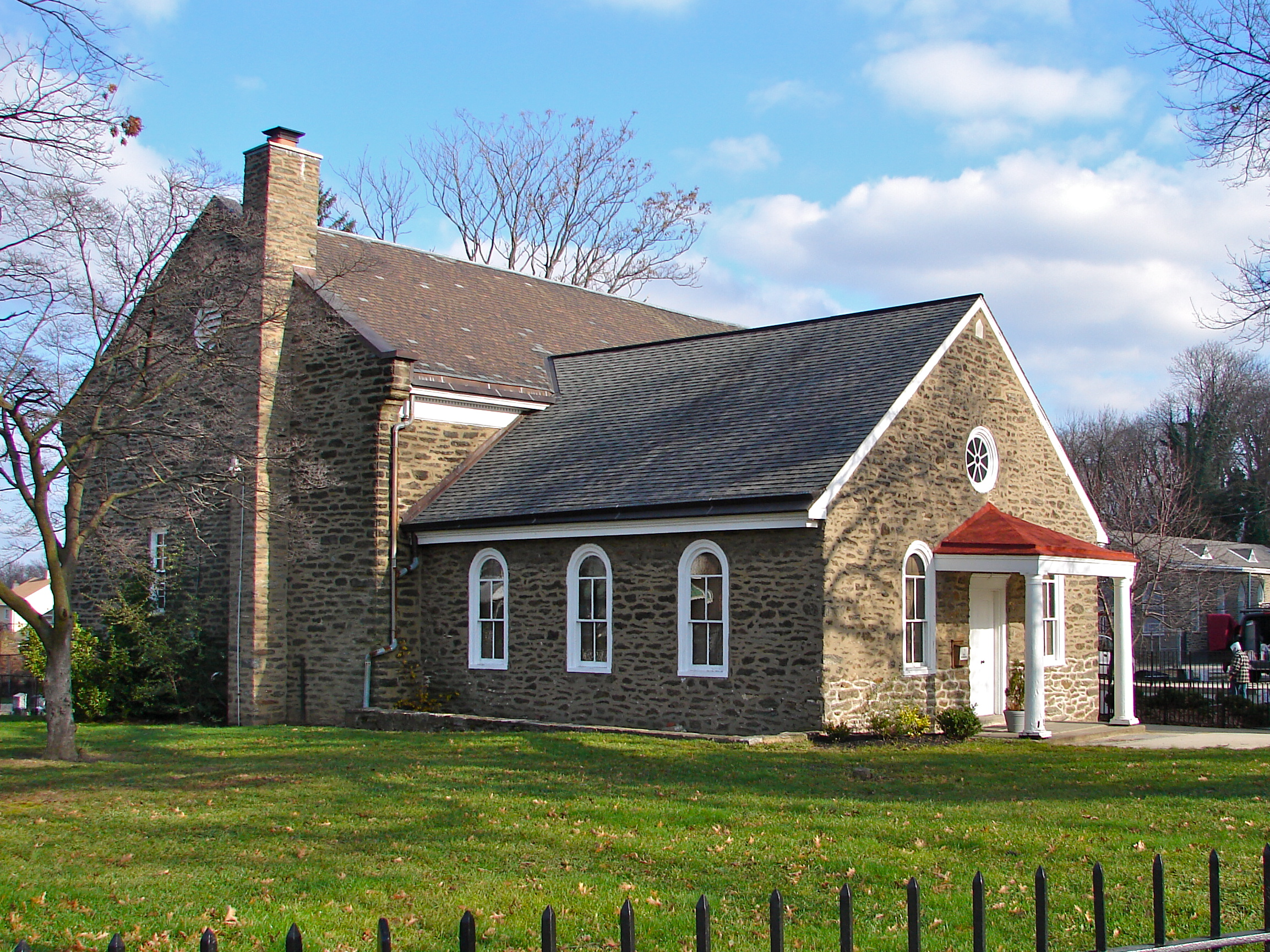
Bethaus der Schwarzenauer Brüder in Germantown aus dem Jahr 1770

Die Schwarzenauer Brüder, Tunker oder englisch Schwarzenau Brethren sind eine zu Beginn des 18. Jahrhunderts von Alexander Mack gegründete pietistisch-täuferische Bewegung, die unter anderem die Taufe Gläubiger durch dreifaches Untertauchen („Tunken“) praktiziert. Zum Teil werden sie auch als Schwarzenauer Neutäufer, Dunkers, Dunkards oder German Baptists bezeichnet. Die Bewegung der Schwarzenauer Brüder besteht heute aus mehreren Brethren Churches im nordamerikanischen Raum.

## Geschichte
Die Bewegung entstand zu Beginn des 18. Jahrhunderts im Umfeld des Radikalen Pietismus. Ihr eigentliches Gründungsmoment war, als im August 1708 acht Erwachsene in der Eder bei Schwarzenau mittels Untertauchen getauft wurden. Die so neu entstandene Gruppe nannte sich selbst Brüder. Unter ihnen befand sich auch Alexander Mack, dem die Führungsrolle innerhalb der Gruppe zukam. Unter ihm breitete sich die Bewegung nach 1708 bald auch in andere Landesteile wie die Pfalz und die Wetterau aus. Missionare wurden bis nach Württemberg und die Schweiz entsandt. In ihrer Theologie war die Bewegung stark von Ernst Christoph Hochmann von Hochenau beeinflusst, der als Vertreter des mystisch-spirituellen Pietismus bereits um 1704 eine christliche Hausgemeinschaft in Schwarzenau gegründet hatte. Kontakte bestanden auch zu den täuferischen Mennoniten.
Aufgrund fehlender politischer Akzeptanz emigrierte 1719 unter der Führung Peter Beckers erstmals eine Gruppe Tunker aus Krefeld ins nordamerikanische Pennsylvania. Ein Jahr später übersiedelten etwa 40 Familien um Alexander Mack zu Mennoniten ins niederländische Friesland. Von den Niederlanden folgte Alexander Mack 1729 mit etwa 120 Personen der ersten Gruppe nach Pennsylvania. In den folgenden Jahren übersiedelte nahezu die gesamte Bewegung der Schwarzenauer Brüder nach Nordamerika. Hier kam es jedoch 1728 zu einem Bruch, als sich eine Gruppe unter Führung Johann Conrad Beissels unter dem Namen Siebentägner-Tunker abspaltete, die sich für die Feier des Sabbats am Samstag und zunehmend auch für zölibatäre Ideen aussprach. Im Jahr 1732 gründeten die Siebentägner-Tunker das Ephrata Cloister. Die verbleibende Gemeinde konnte sich dennoch etablieren und weiter ausbreiten. Unter ihnen war auch Johann Christoph Sauer, der 1743 die erste Bibel in deutscher Sprache in Nordamerika druckte. Heute sind die Schwarzenauer Brüder in mehreren US-amerikanischen Staaten verbreitet.
Anfang der 1880er Jahre teilten sich die Schwarzenauer Brüder in Konservative, Progressive und eine mittlere Gruppe dazwischen. Im Jahre 1881 formierten sich die Old German Baptist Brethren als eigenständige Kirche, weil sie unter anderem höhere Bildung, moderne Kleidung und Änderungen bei der Fußwaschung ablehnten. Unter der Führung von Henry Holsinger trennte sich dann 1883 der progressive Flügel, der sich unter anderem für besoldete Pastoren, die an theologischen Seminaren ausgebildet wurden, einsetzte, sowie für moderne Kleidung und die damals populären überkonfessionellen Erweckungsveranstaltungen der dritten großen Erweckungsbewegung in den Vereinigten Staaten. Die Progressiven nannten sich Brethren Church. Die übrig gebliebene mittlere Gruppe, die größte der drei Fraktionen, nannte sich German Baptist Brethren, änderte den Namen aber im Jahre 1908 in Church of the Brethren.

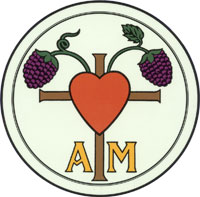
Siegel der frühen Gemeinde in Germantown/Deitscheschteddel, die Abkürzung A. M. steht vermutlich für Abendmahl, evtl. auch für Alexander Mack als Begründer der Schwarzenau Brethren

## Lehre und Lebensführung
Die Schwarzenauer Brüder haben viele Gemeinsamkeiten mit den Mennoniten. Wie sie lehnen sie die Kindertaufe, den Eid und den Kriegsdienst ab. Auch in der Lebensform, Kirchenverfassung und Gottesdienst stimmen sie größtenteils mit den Mennoniten überein, praktizieren wie die Baptisten und die späteren Mennonitischen Brüdergemeinden die Taufe durch Untertauchen (Immersion). Entsprechend wurden die Schwarzenauer Brüder auch als German Baptists bezeichnet. Verbindungen zu den täuferischen Mennoniten gab es bereits in ihrer Gründungszeit in Deutschland und den Niederlanden. Übereinstimmungen gab es insbesondere mit den mennonitischen Dompelaars, von denen sich ein Teil den Tunkern anschloss. Dennoch sind die Wurzeln der Schwarzenauer Brüder vor allem im radikalen Pietismus zu finden. Schwarzenau und das Wittgensteiner Land waren bereits um 1700 ein Zentrum pietistischer Separatisten geworden, in dessen Milieu sich die Tunker herausbilden konnten. Sie sind neben den Inspirierten eine der beiden noch heute bestehenden aus dem radikalen Pietismus stammenden Denominationen.

## Heutige Kirchen in der Schwarzenauer Tradition
Heute gibt es mehrere amerikanische Kirchen, die ihre Tradition auf die aus Schwarzenau kommenden Tunker zurückführen: 
- The Brethren Church (Ashland): Eine größere progressive Abspaltung aus dem Jahre 1883, siehe oben.
- Brethren Reformed Church
- Church of the Brethren: Die Hauptgruppe der German Baptists, die diesen Namen 1908 annahm.
- Conservative Grace Brethren
- Dunkard Brethren
- Grace Brethren
- Old Brethren: Eine konservativere Abspaltung von den Old German Baptist Brethren, die sich zwischen 1913 und 1915 formierte.
- Old Brethren German Baptists: Eine konservativere Abspaltung von den Old Brethren, die sich 1939 formierte. Diese konservativste Gruppe aller Schwarzenauer Brüder hält bis heute sowohl am Gebrauch von Kutschen als auch an Pferden für die Feldarbeit fest. Als Gruppe alter Ordnung ähnelt sie in vielen dem Amischen.
- Old German Baptist Brethren: Eine größere konservative Abspaltung aus dem Jahre 1881, siehe oben.
- Old Order German Baptist Brethren: Eine konservativere Abspaltung von den Old German Baptist Brethren, die sich 1921 formierte. Diese Gruppe alter Ordnung hält bis heute am Gebrauch von Kutschen fest, erlaubt aber den Einsatz von Traktoren zur Feldarbeit. Auch diese Gruppe ähnelt den Amischen.
- Old German Baptist Brethren, New Conference: Eine progressivere Abspaltung von den Old Order German Baptist Brethren aus dem Jahre 2009.

Von den Tunkern stark beeinflusst sind auch die River Brethren (auch River Mennonites), die heute vor allem als Brethren in Christ bekannt sind. Die direkt aus der Bewegung der Tunker entstandenen Kirchen arbeiten heute weltweit in der Brethren World Assembly (Brüder Weltversammlung) zusammen. Im Jahr 2008 fand die Versammlung erstmals am Gründungsort der Bewegung im westfälischen Schwarzenau statt. Die Schwarzenauer Brüder bzw. Tunker sind heute auch stark diakonisch aktiv. Auf Grund ihrer pazifistischen Grundüberzeugungen werden sie zusammen mit Quäkern und Mennoniten den historischen Friedenskirchen zugerechnet.